# Lewis Irving
Lewis Irving (* 10. November 1995 in Québec) ist ein kanadischer Freestyle-Skier. Er startet in der Disziplin Aerials (Springen).

## Werdegang
Irving nahm im Februar 2013 in Park City erstmals am Nor-Am-Cup teil und belegte dabei die Plätze 16 und 13. Im Februar 2014 holte er in Lake Placid seinen ersten Sieg im Nor-Am-Cup und errang zum Saisonende den fünften Platz in der Aerials-Disziplinenwertung. Bei den Juniorenweltmeisterschaften 2014 in Chiesa in Valmalenco kam er auf den 17. Platz. In der Saison 2014/15 errang er mit je zwei ersten und zweiten Plätzen den zweiten Platz in der Aerials-Disziplinenwertung des Nor-Am-Cups. Sein Debüt im Weltcup hatte er im Januar 2015 im Deer Valley Resort, das er auf dem 15. Platz beendete. Bei den Juniorenweltmeisterschaften 2015 in Chiesa in Valmalenco wurde er Achter. In der folgenden Saison gewann er mit zwei Siegen, einem zweiten und zwei dritten Plätzen die Aerials-Disziplinenwertung des Nor-Am-Cups. In der Saison 2017/18 erreichte er im Secret Garden Resort mit dem dritten Platz seine erste Podestplatzierung im Weltcup und zum Saisonende den neunten Platz im Aerials-Weltcup. Beim Saisonhöhepunkt, den Olympischen Winterspielen 2018 in Pyeongchang, sprang er auf den 24. Platz. In der Saison 2019/20 kam er bei sieben Weltcupteilnahmen viermal unter die ersten Zehn. Dabei wurde er Dritter in Krasnojarsk und Zweiter in Minsk und erreichte damit den fünften Platz im Aerials-Weltcup.

## Erfolge

### Olympische Spiele
- Pyeongchang 2018: 24. Aerials
- Peking 2022: 3. Aerials (Mixed)

### Weltcupwertungen
| Saison  | Gesamt | Gesamt | Aerials | Aerials |
| Saison  | Platz  | Punkte | Platz   | Punkte  |
| ------- | ------ | ------ | ------- | ------- |
| 2014/15 | 175.   | 2      | 34.     | 16      |
| 2015/16 | 49.    | 23,67  | 12.     | 142     |
| 2016/17 | 117.   | 11,14  | 24.     | 78      |
| 2017/18 | -      | -      | -       | -       |
| 2018/19 | 42.    | 25,5   | 9.      | 153     |
| 2019/20 | 22.    | 38,14  | 5.      | 267     |

### Nor-Am Cup
- Saison 2014/15: 1. Platz Aerials-Disziplinenwertung
- Saison 2015/16: 2. Platz Aerials-Disziplinenwertung
- 10 Podestplätze, davon 5 Siege